# Ministère de l'Eau et de l'Assainissement
Le ministère de l'Eau et de l'Assainissement est un département ministériel du gouvernement au Burkina Faso.

## Description

### Siège
Le ministère chargé de l'eau et de l'assainissement a son siège à Ouagadougou. 

### Attributions
Le ministère est chargé de la gestion de l'eau et de l'assainissement .

### Ministres
Depuis le 25 octobre 2022, Roger Barro est le ministre de l’Environnement, de l'Énergie, de l’Eau et de l’Assainissement.